# Сельское поселение Вялковское
Сельское поселение Вялковское — упразднённое муниципальное образование (сельское поселение) в Раменском муниципальном районе Московской области России.
Административный центр — деревня Осеченки.

## История
Решением Московской областной думы от 08.07.1998 году были объединены Вялковский и Копнинский сельские округа. В 2002 году были объединены Вялковский и Строкинский сельские округа в Вялковский сельский округ.
В 2006 году Вялковский сельский округ преобразован в сельское поселение Вялковское в ходе муниципальной реформы, в соответствии с Законом Московской области от 25.02.2005 года № 55/2005-ОЗ «О статусе и границах Раменского муниципального района и вновь образованных в его составе муниципальных образований».
4 мая 2019 года Раменский муниципальный район был упразднён, а все входившие в него городские и сельские поселения объединены в новое единое муниципальное образование — Раменский городской округ.

## География
Расположено в северо-западной части Раменского района. Граничит с городскими поселениями Кратово, Ильинский, Быково и Родники, городским поселением Красково Люберецкого района, городским округом Балашиха, городским поселением Электроугли и городским поселением имени Воровского Ногинского района. Площадь территории сельского поселения — 6994 га.

## Население
| 2007  | 2008  | 2009  | 2010  | 2011  | 2012  | 2013  |
| ----- | ----- | ----- | ----- | ----- | ----- | ----- |
| 4349  | ↗4370 | ↗4418 | ↗6060 | ↗6316 | →6316 | ↗6369 |
| 2014  | 2015  | 2016  | 2017  | 2018  | 2019  |       |
| ↘6295 | ↗6525 | ↗6850 | ↗6953 | ↗6991 | ↗7092 |       |

## Состав сельского поселения
В состав сельского поселения входят 13 населённых пунктов упразднённой административно-территориальной единицы — Вялковского сельского округа:
| №  | Населённый пункт              | Тип населённого пункта          | Население |
| -- | ----------------------------- | ------------------------------- | --------- |
| 1  | Аксеново                      | деревня                         | ↗543      |
| 2  | Власово                       | деревня                         | ↗119      |
| 3  | Вялки                         | деревня                         | ↗1351     |
| 4  | Зюзино                        | село                            | ↗1036     |
| 5  | Капустино                     | деревня                         | ↗201      |
| 6  | Копнино                       | деревня                         | ↗193      |
| 7  | Лужки                         | деревня                         | ↗89       |
| 8  | Осеченки                      | деревня, административный центр | ↗489      |
| 9  | Полушкино                     | деревня                         | ↘222      |
| 10 | Посёлок совхоза «Красковский» | посёлок                         | ↗403      |
| 11 | Строкино                      | село                            | ↘912      |
| 12 | Устиновка                     | деревня                         | ↗218      |
| 13 | Шмелёнки                      | деревня                         | ↗284      |

## Местное самоуправление
Структуру органов местного самоуправления сельского поселения Вялковское составляют:
- Совет депутатов сельского поселения;
- глава сельского поселения;
- администрация сельского поселения;
- контрольно-счётная палата сельского поселения[22].

Глава сельского поселения — Стародонов Андрей Александрович. Адрес администрации: 140163, Московская область, Раменский район, д. Осеченки, ул. Административный проезд, д. 1.